# جمعية معهد تضامن النساء الأردني
جمعية معهد تضامن النساء الأردني جمعية أردنية تعنى بحقوق المرأة الأردنية والدفاع عن قضايا وحقوق النساء والفتيات وضحايا العنف والتمييز. تأسست الجمعية عام 1998 بمبادرة أطلقتها عدد من النساء الأردنيات اللواتي آمنَّ بأن قضية المرأة هي قضية المجتمع وبأن النساء شريكات في مواجهة التحديات العامة وفي صياغة توجهات المستقبل.
تبنت الجمعية العديد من المشاريع والبرامج ونفذت مئات من الأنشطة والدورات التدريبية والفعاليات المختلفة وقدمت الإرشاد القانوني والاجتماعي والمساعدة القانونية والمتابعات الإدارية للنساء والفتيات مما ساهم في تمكينهن وتوفير الحماية والمساعدة اللازمة لهن، وفي تحسين سبل الحياة والخيارات والفرص المتاحة أمامهن.
من أبرز الحملات والقضايا التي تبنتها الجمعية لكسب التأييد لصالح قضايا النساء وعملت على تحقيقها هي:
- حملة رفع سن الزواج.
- حملة جنسية أبناء المرأة الأردنية.
- حملة إصدار قانون الحماية من العنف الأسري.
- حملة الغاء نص المادة 308 من قانون العقوبات والتي تنص على «يعفى مغتصب الأنثى من العقوبة في حال زواجه من ضحيته».
- حملة تجريم استئصال ارحام الفتيات ذوات الإعاقة.

كما لعبت الجمعية دوراً هاما في مجال التدريب وبناء القدرات لعدد من المؤسسات والهيئات المحلية في مختلف المحافظات الأردنية بالإضافة إلى بناء قدرات الشابات والشباب والنساء في المجتمعات المحلية وفتحت المجال امامهم للانخراط والعمل مع مؤسسات المجتمع المدني خصوصا في مجال التوعية والتنمية والمشاركة السياسية وإدارة الشأن العام.